# Kraag

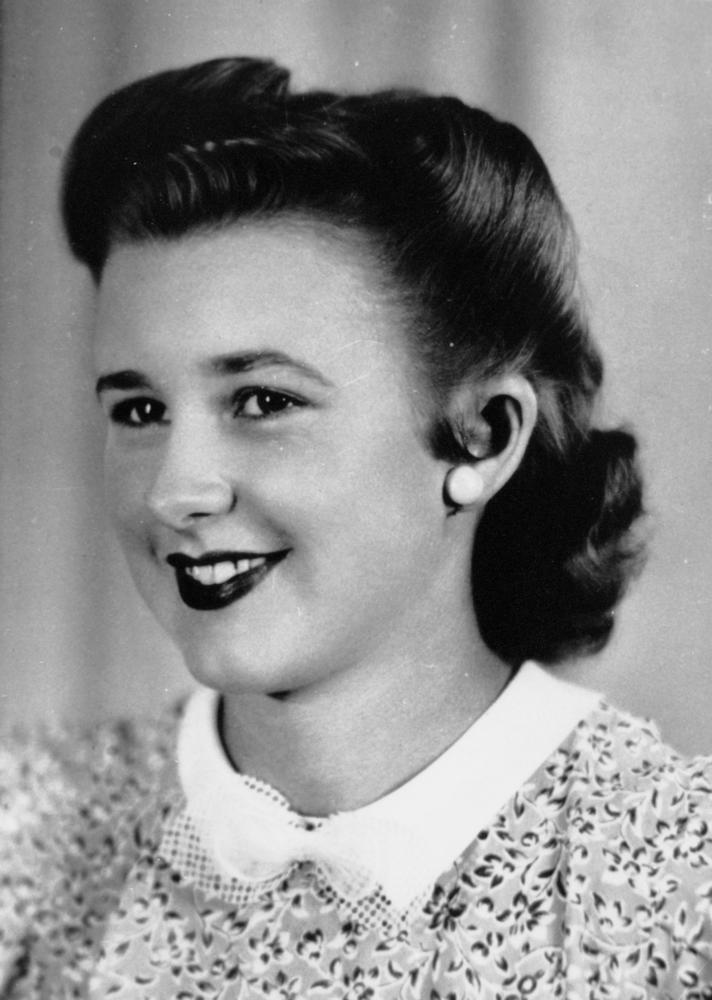
Vrouw met witte kraag

Een kraag is onderdeel van een kledingstuk op de plek van de hals. De kraag dient om de hals en nek extra te beschermen tegen koude maar heeft ook een decoratieve functie. Kragen zijn ook nodig om de rand van een kledingstuk te beschermen tegen slijtage. Losse kragen worden ook gebruikt tegen slijtage en vervuiling van het kledingstuk.
De vorm van een kraag is sterk aan mode onderhevig; zo kunnen de punten bijvoorbeeld lang of korter zijn, afgerond, vastgeknoopt op de blouse et cetera. Soms zijn kraagloze ontwerpen van blouses onderdeel van het modebeeld.

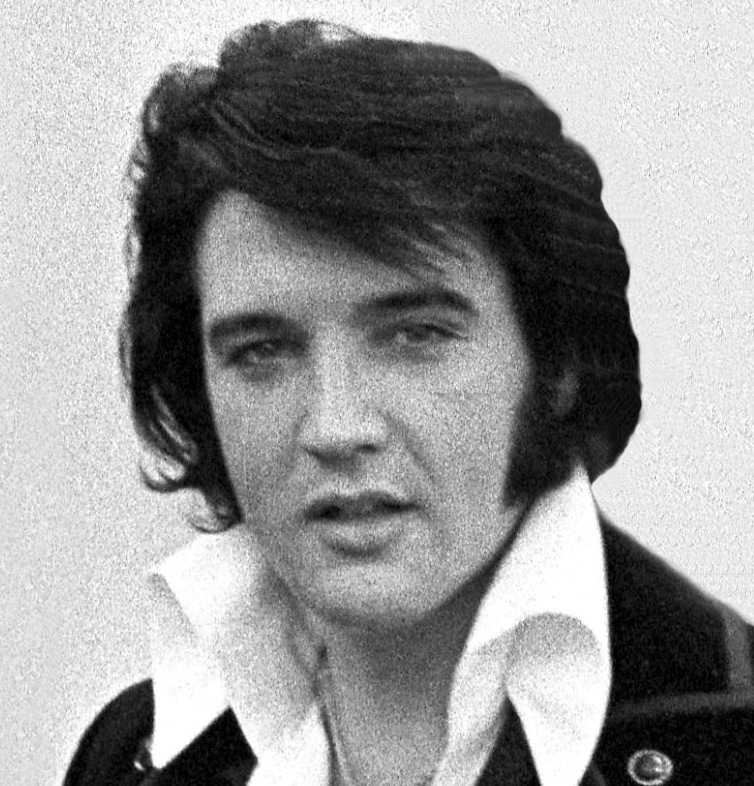
Elvis Presley met witte kraag

## Soorten kragen
De moderne kragen die aan een kledingstuk vastzitten bestaat in drie types:
- Platte kraag. De kraag is omgevouwen met een scherpe vouw en ligt plat op het kledingstuk.
- Staande kraag. De kraag staat rechtop. Dit wordt ook wel een boord genoemd.
- Halfstaande kraag. De kraag staat voor het onderste deel rechtop, en ligt daarna plat. Dit type komt voor bij overhemden die met een stropdas gedragen worden.

Platte kraag
Opstaande kraag
Halfstaande kraag

Daarnaast bestaan er losse kragen, die tegenwoordig niet veel meer gedragen worden. Tot in de jaren zestig van de twintigste eeuw werden vaak losse, witte kraagjes bij japonnen gedragen, of als onderdeel van een verpleegsterskostuum. Losse kragen met een deel van een lijf werden wel onder truien gedragen om er netjes uit te zien.

## Geschiedenis

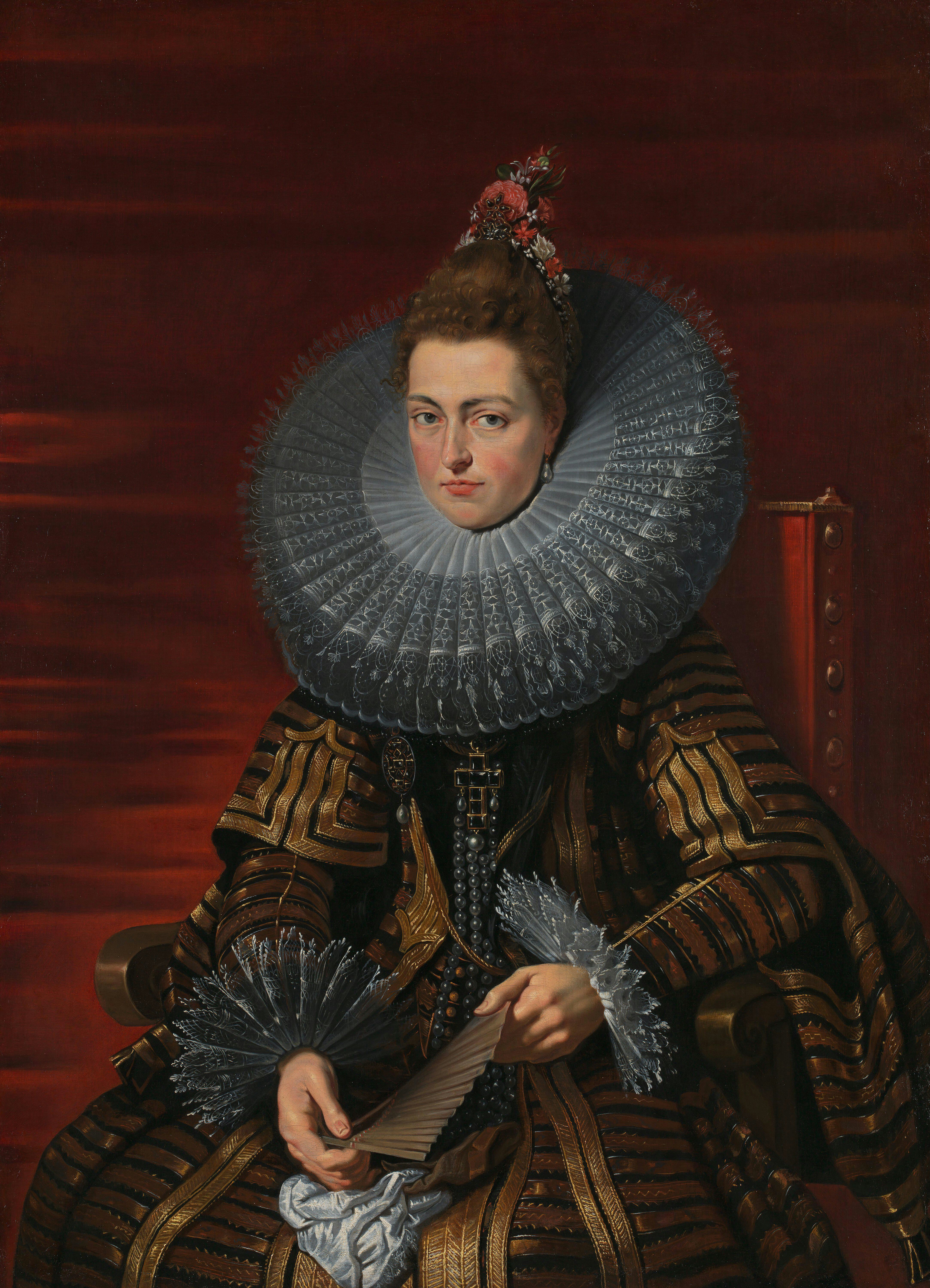
Isabella van Spanje met een kanten kraag.

De kraag heeft door de eeuwen heen vele vormen gekend. Door de eeuwen heen hebben ontwerpers met veel creativiteit nieuwe kraagvormen bedacht om hun kledingstukken te accentueren. Zo is de kraag van een colbert, "revers" genaamd, vaak een kenmerkende zigzagvorm.

## Techniek van de kraag
Kragen bestaan over het algemeen uit drie lagen: Bovenkraag, tussenvoering en onderkraag. Daarnaast kan er ook nog een beleg in de kraag verwerkt zijn. Voor het verkrijgen van een scherpe punt van de kraag wordt de naadtoeslag zo smal mogelijk gehouden. De voering wordt bij de punt geheel weggeknipt. Als de kraag met de goede kant op elkaar genaaid is, moet deze gekeerd worden. De punten worden dan naar buiten gewerkt met een priem. De naadtoeslag van ronde naden van de kraag, maar ook van de hals, moeten worden ingeknipt teneinde omkeren van de stof mogelijk te maken.

## Varia
De uitstekende randen van objecten worden naar analogie ook boorden genoemd. De witte schuimlaag op een glas bier wordt de kraag genoemd, maar ook het "manchet"; een stuk in de kraag hebben wil zeggen: dronken zijn.